# Prusové
Baltští Prusové, známi též jako Staří Prusové (prusky a litevsky Prūsai, lotyšsky Prūši, polsky Prusowie, německy Pruzzen či Prußen) byli někdejší etnikum baltského původu (nezaměňovat s pozdějšími německými obyvateli Pruska), sídlící od počátku našeho letopočtu v jihovýchodním Pobaltí mezi ústími Visly a Němenu, na území, které se ve středověku nazývalo Prusy. Baltští Prusové spolu s Jotvingy, sídlícími dále ve vnitrozemí, náleželi jazykově k západní, dnes zcela vymřelé, větvi baltských jazyků. 
Ve středověku se politicky nejednotní Prusové bránili západním snahám o christianizaci, stáli také za smrtí sv. Vojtěcha, který do Prus zavítal jako misionář. Ve 13. století probíhala proti Prusům křížová výprava, která do Pobaltí přivedla křižáky ze západní křesťanské Evropy, zejména Řád německých rytířů, který si celé pruské území násilně podmanil a postupně kolonizoval německými osadníky. Prusové byli novým příchozím obyvatelstvem časem zcela asimilováni, vymizela nejen jejich unikátní kultura, ale také jejich baltský jazyk, kterým byla stará pruština.

## Historie

### První zmínky

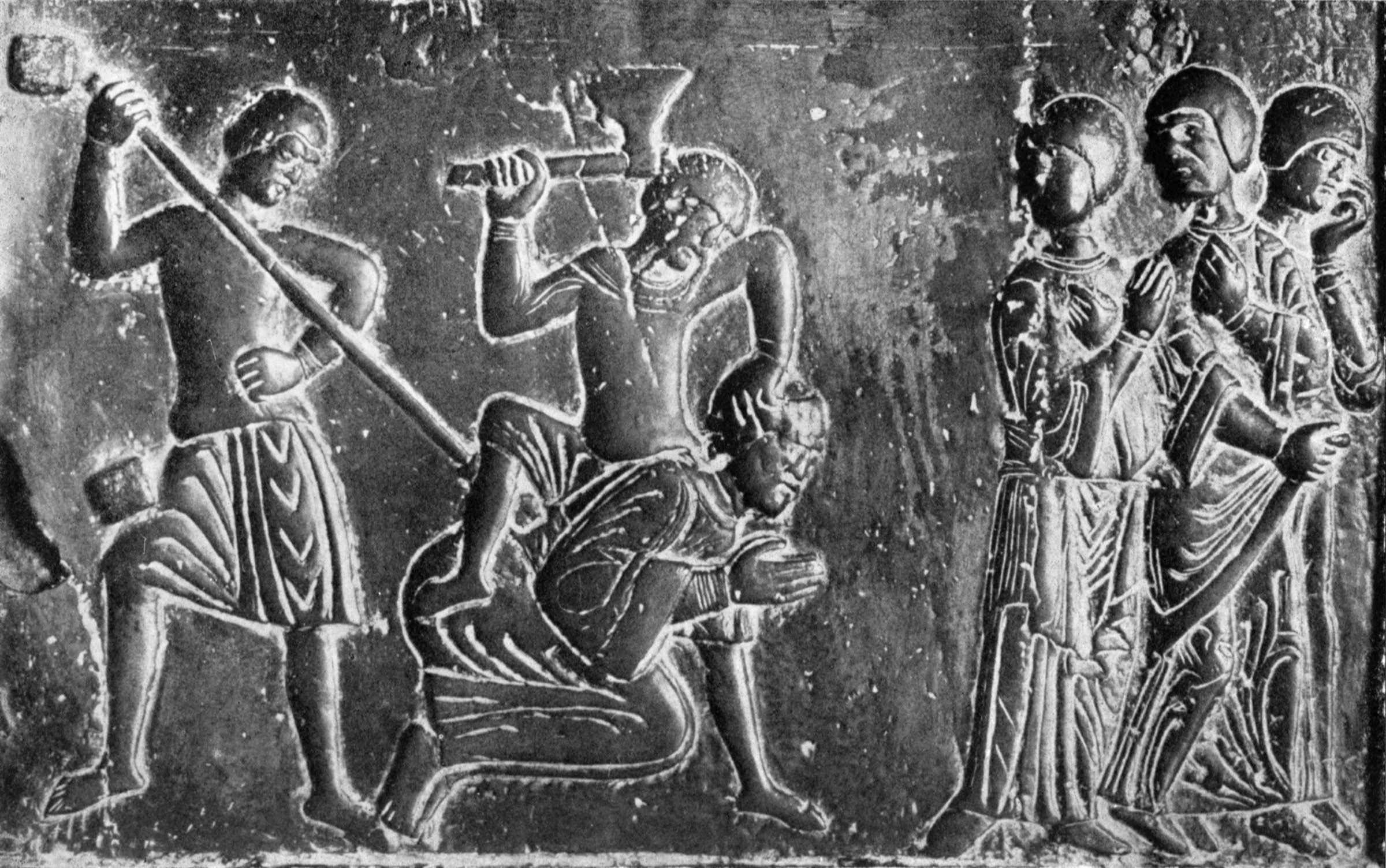
Prusové zabíjejí svatého Vojtěcha, výjev na dveřích baziliky v polském Hnězdně

Baltské kmeny kolem roku 1200 n. l., nejzápadněji kmeny Prusů

Nejstarší nesporná písemná svědectví o Prusech lze najít v tzv. Geografu bavorském či cestopise Wulfstana z Hedeby z 9. století. Staří Prusové zůstali i po nástupu křesťanství ve většině zemí Evropy pohany a ani se politicky neintegrovali. Třebaže hovořili stejným jazykem, dělili se na řadu menších kmenů (Galindové, Sambové, Bartové, Nadrované aj.). Pokusy o jejich christianizaci zůstaly bezvýsledné, neboť Prusové považovali šíření křesťanství za záminku a nástroj cizí nadvlády – roku 997 tak zabili i pražského biskupa sv. Vojtěcha, který se je vypravil pokřtít.

### Příchod německých křižáků

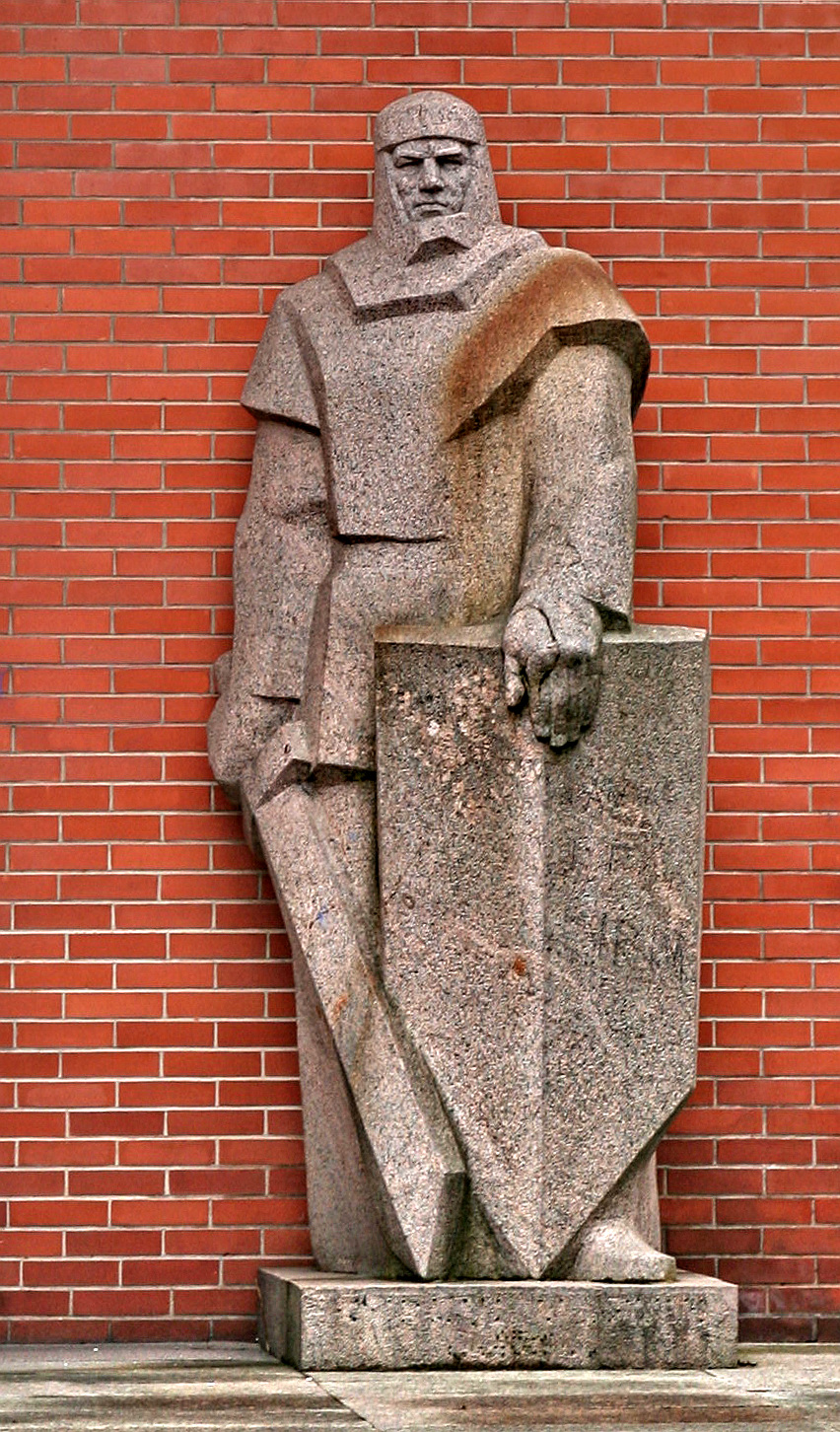
Herkus Monte, vůdce pruského povstání proti Řádu, moderní socha ve městě Klaipėda

V letech 1217–1274 probíhala proti Prusům křížová výprava, což byla série různých samostatných tažení. Roku 1226 si pozval mazovský kníže Konrád I. na pomoc proti Prusům Řád německých rytířů, kterému se záhy podařilo území Prusů dobýt a založit tu vlastní stát. Předtím se Konrád ještě neúspěšně pokusil o založení nového rytířského řádu, který by bojoval proti Prusům a kterému přenechal území Dobřínska. Dobřínští rytíři však nedosáhli vyššího počtu členů nežli třicítka rytířů a brzy došlo k sloučení se silnějším řádem. Do boje proti nepoddajným Prusům a na pomoc řádu vytáhl i český král Přemysl Otakar II., jeho výpravu zakončila vítězná bitva u Rudavy v roce 1254, v níž spolu s německými spojenci porazil vojsko Sambů, kmene obývajícího Sambijský poloostrov.

### Velké pruské povstání
Ani poté se nedařilo dobyté Prusy zpacifikovat a znovu se uchylovali k odporu, přičemž ohniska vzpoury se rozhořela po celém pruském území. Do čela Velkého pruského povstání proti řádové nadvládě se postavil rodilý Prus Herkus Monte, který se dle Kroniky země pruské (Chronicon terrae Prussiae) stal v mládí rukojmím německých rytířů, byl pokřtěn jako Henricus (tj. Jindřich) a odveden do německého Magdeburku, kde nastoupil na studia do klášterní školy. Po návratu do Pruska si ho Notangové (pruský kmen, z něhož Herkus pocházel) zvolili za svého vůdce. Povstání začalo v září 1260 po porážce rytířů v bitvě u Durbeského jezera a trvalo dalších čtrnáct let.

### Německá asimilace
Po neúspěšném povstání v letech 1260–1272 byli baltští Prusové zčásti vyhubeni a nahrazeni německými kolonisty, zbylí pozvolna asimilováni a germanizováni. Staré pruské náboženství bylo za pomoci meče a útlaku vymýceno a nahrazeno novou katolickou vírou šířenou řádovými rytíři, misionáři a novými osadníky. Od 14. století se dochovaly i nemnohé písemné památky pruského jazyka, jeho nejrozsáhlejším svědectvím je překlad Lutherova katechismu vydaný roku 1561 v Královci. Baltská pruština definitivně vymřela na sklonku 17. století.

## Galerie

různé obrázky týkající se Starých Prusů:
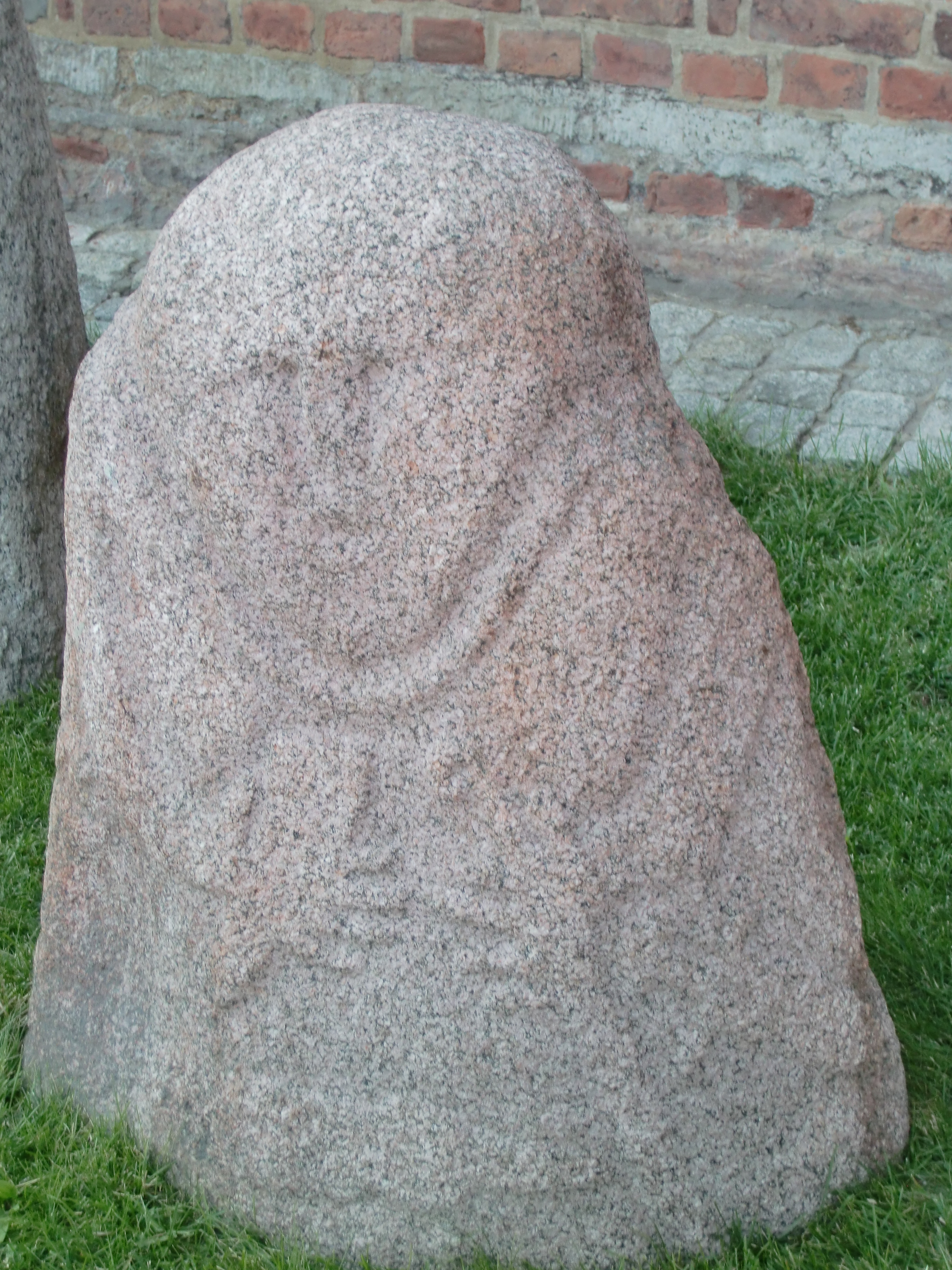
Kamenná stéla Prusů tzv. bába
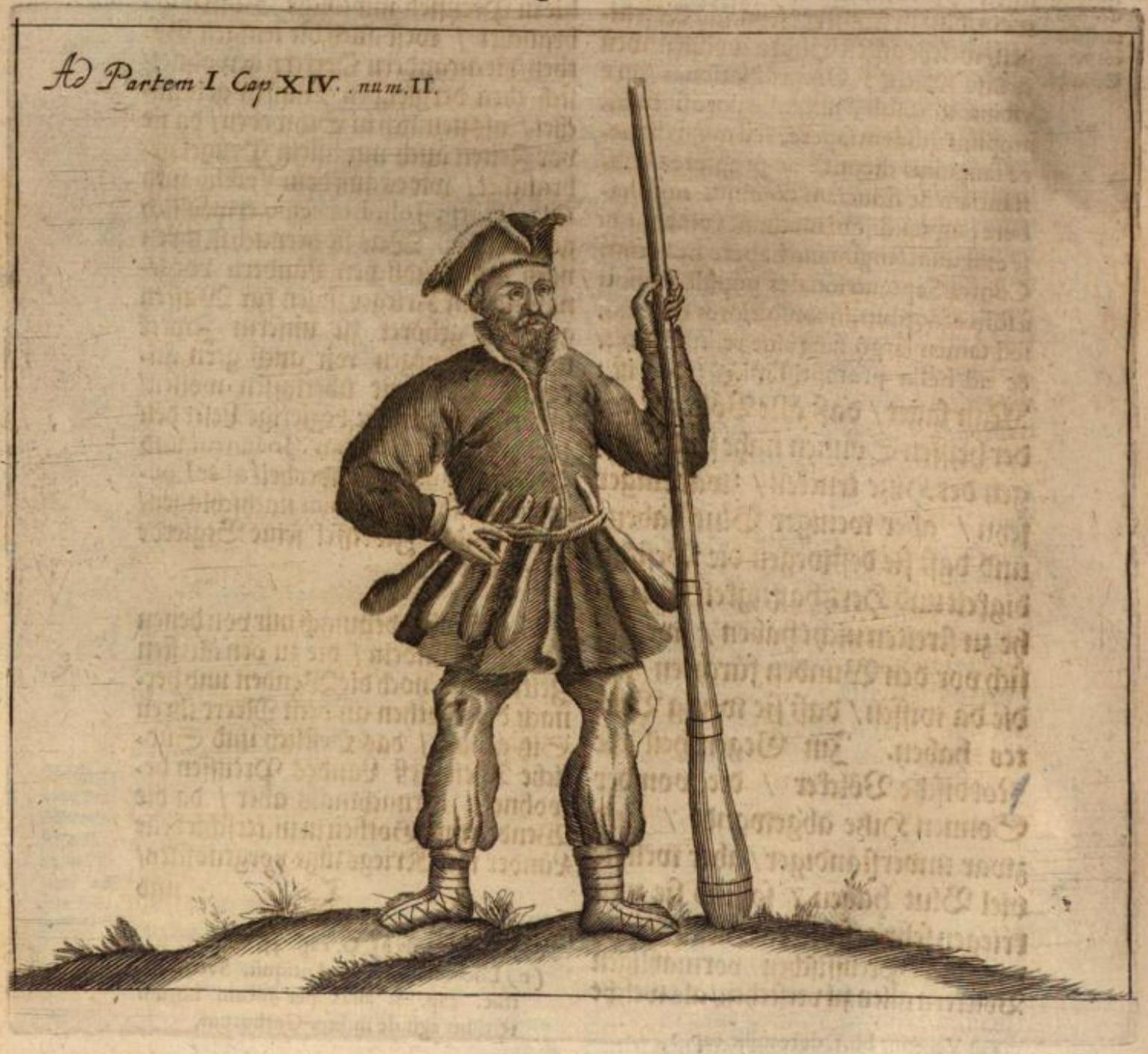
Pruský bojovník s kyjem z knihy Alt- und Neues Preussen z druhé pol. 17. století
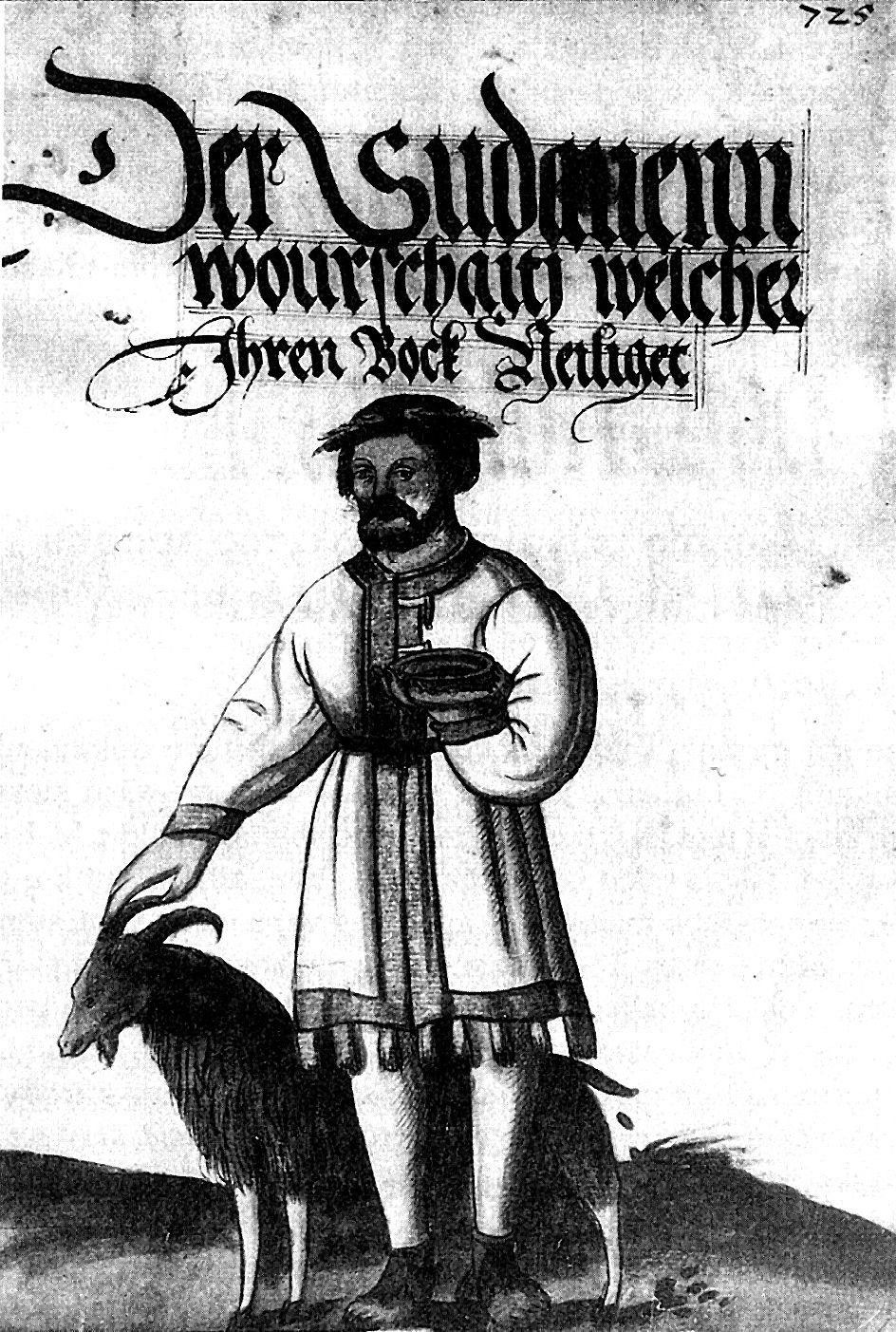
Vyobrazení pruské oběti v Sudúvské knize ze 16. století
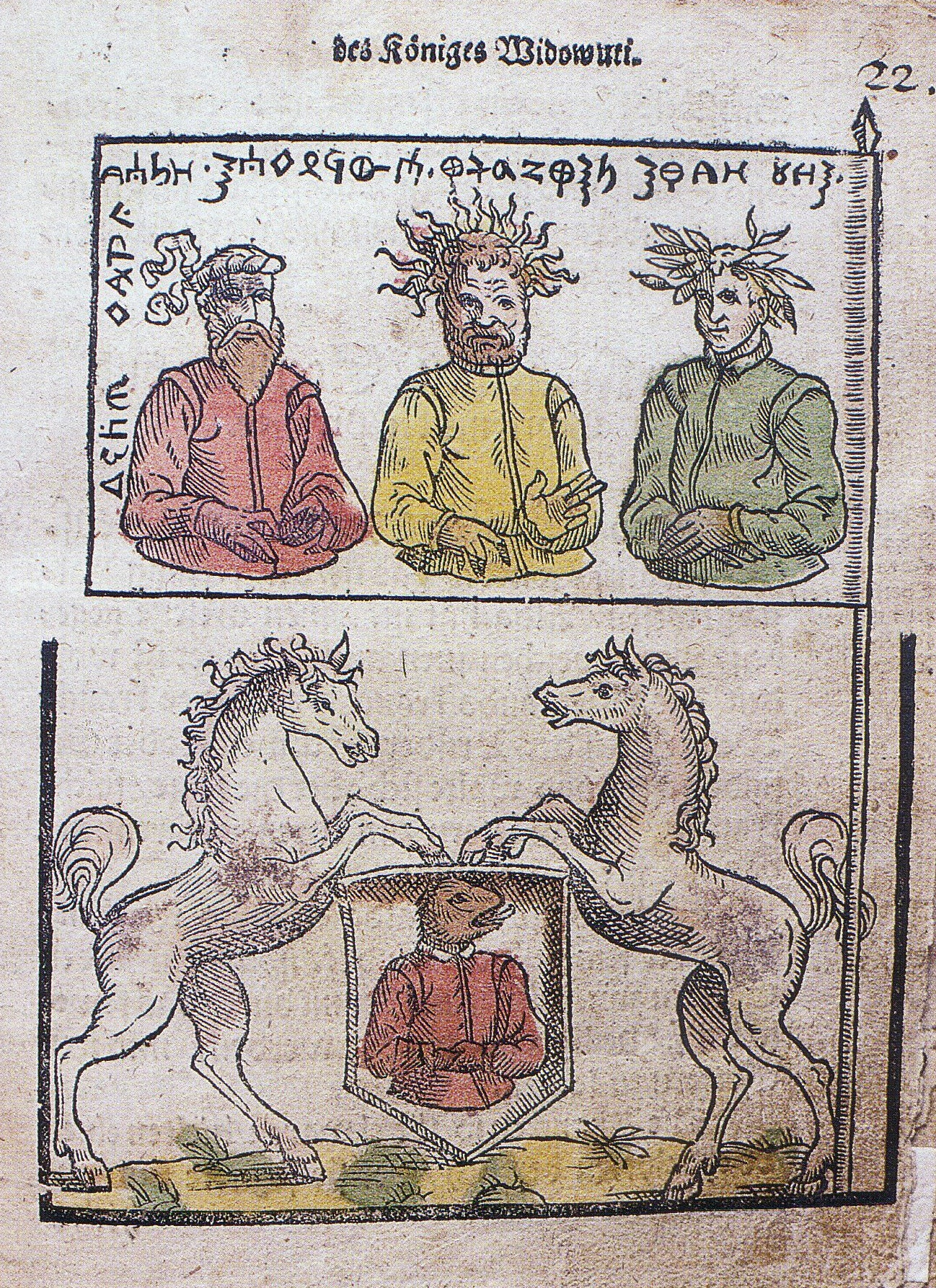
Údajný prapor a znak legendárního vládce Videvuta dle kroniky Simona Grunaua z 16. století. Na praporu hlavní bohové pruské mytologie.
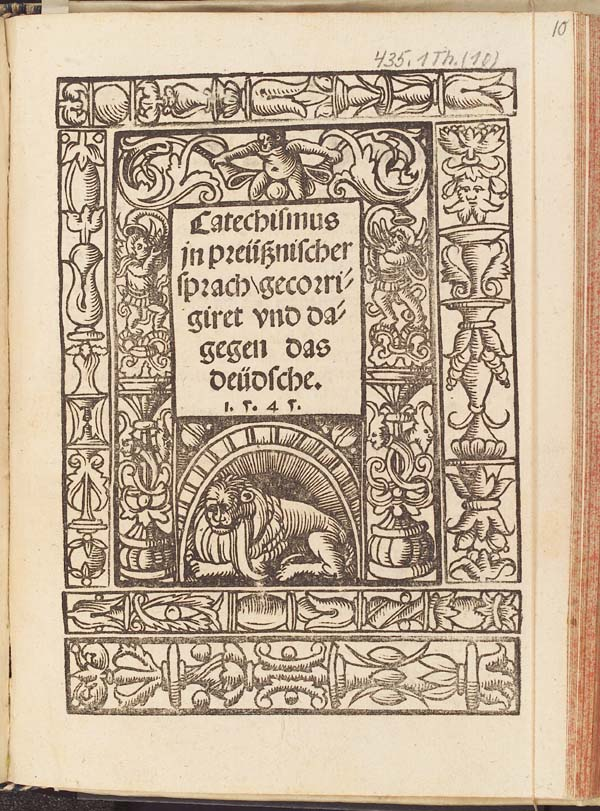
Přední strana katechismu přeloženého do staré pruštiny